# La Salle Barcelona
El club La Salle Barcelona fou un club de basquetbol català de la ciutat de Barcelona.
El club va néixer a inicis dels anys 1950 en el si del col·legi La Salle Josepets, a la plaça Lesseps de Barcelona. Començà participant en el Campionat Diocesà l'any 1953. Poc després passà als campionats de la federació. L'any 1957 ascendí a la primera categoria catalana, i la temporada 1958-59 ascendí a la primera divisió de la lliga espanyola. L'any 1968, diverses afectacions urbanístiques al col·legi provocaren la desaparició del club. L'estructura esportiva del mateix s'incorporà a un nou club anomenat La Salle Barcelona, passant a jugar a la Bonanova.
L'equip ascendí a la segona divisió espanyola la temporada 1971-72. Després de diverses temporades quedant-se a les portes de l'ascens a primera divisió, finalment ho aconseguí l'any 1981. L'equip competí a la Lliga Nacional amb els millors clubs espanyols, molt professionalitzats, amb un equip molt jove, pràcticament amateur i sense jugadors americans. Finalitzà la temporada en penúltima posició i descendí a Primera B, tot i que van aconseguir passar una ronda a la Copa derrotant el Caja de Ronda. La temporada següent tornà a perdre la categoria, passant de Primera B a Segona. Posteriorment desaparegué. Un nou club anomenat Club Esportiu La Salle Bonanova, creat el 1983, en prengué el relleu.